# Primo Victoria
A Primo Victoria a svéd Sabaton power metal zenekar 2005-ben megjelent második stúdióalbuma, amely egyben a Black Lodge kiadó által kiadott első lemezük.
A dalok témái különböző hadtörténeti eseményekhez köthetők, mint az első és második világháború, az Öbölháború, vagy a vietnámi háború. Egyetlen kivétel ez alól a lemezt záró Metal Machine című dal, amely a heavy metalról szól. Az albumot 2010. szeptember 24-én újra megjelentette az együttes a Nuclear Blast jóvoltából, Primo Victoria Re-Armed Edition címmel, 6 bónuszdallal fűszerezve.

## Az album dalai
1. "Primo Victoria" - 4:10
2. "Reign of Terror" - 3:51
3. "Panzer Battalion" - 5:09
4. "Wolfpack" - 5:55
5. "Counterstrike" - 3:48
6. "Stalingrad" - 5:18
7. "Into the Fire" - 3:25
8. "Purple Heart" - 5:07
9. "Metal Machine" - 4:22
10. "The March to War (Intro)" - 1:21
11. "Shotgun" - 3:14
12. "Into the Fire (Live in Falun 2008)" - 4:08
13. "Rise of Evil (Live in Falun 2008)" - 8:03
14. "The Beast (Twisted Sister feldolgozás)" - 3:11
15. "Dead Soldier's Waltz" - 1:21

10-15: Re-Armed Edition bónusz

## Közreműködők
- Joakim Brodén - ének és billentyűs hangszerek
- Rikard Sundén - gitár és háttérvokál
- Oskar Montelius - gitár és háttérvokál
- Pär Sundström - basszusgitár
- Daniel Mullback - dob

## Külső hivatkozások
- Az együttes hivatalos oldala (angolul)
- metal-archives.com
- Sabaton dalszövegek (angolul)
- Primo Victoria a MusicBrainz.org-on (angolul)